# MLS Supporters' Shield
L'MLS Supporters' Shield è il trofeo assegnato alla squadra della Major League Soccer che totalizza il maggior numero di punti in classifica nel corso della stagione regolare, ovvero alla formazione che vincerebbe il titolo se la Major League Soccer avesse lo stesso formato dei principali campionati europei.
Dato che, nei play-off della Major League Soccer, il fattore campo va a vantaggio della squadra meglio classificata durante la stagione regolare, la vincitrice dell'MLS Supporters' Shield ha sempre diritto a disputare le proprie partite nello stadio di casa, compresa l'eventuale finale; inoltre, a partire dal 2006, la vincitrice si qualifica direttamente alla CONCACAF Champions Cup. 
Su ventinove edizioni disputate fino ad oggi, soltanto in otto occasioni (1997, 1999, 2000, 2002, 2008, 2011, 2017 e 2022) la squadra che ha vinto l'MLS Supporters' Shield ha poi vinto anche il titolo della Major League Soccer; il D.C. United e i Los Angeles Galaxy ci sono riusciti in due diverse occasioni.

## Trofeo
L'MLS Supporters' Shield ha questo nome poiché venne ideato da un gruppo organizzato di tifosi che, nel 1996, allestì una raccolta di fondi per realizzare un trofeo da assegnare alla squadra che avesse totalizzato il maggior numero di punti nel corso della stagione regolare. Una volta raccolti tremila dollari, fu realizzata una coppa sul disegno di una studentessa della Kansas University; l'idea venne poi accolta dalla lega, che istituzionalizzò il trofeo.
Nel 2013 il trofeo fu rinnovato grazie ad un'altra raccolta di fondi da parte dei tifosi, stavolta arrivata a diciottomila dollari; fu realizzato un vero e proprio scudo in argento e acciaio, che riportava al centro l'immagine della vecchia coppa e sui bordi i nomi delle squadre vincitrici di ciascuna edizione precedente.

## Storia
Nel 2001, la stagione regolare durò soltanto ventisei turni a causa degli attentati dell'11 settembre che costrinsero la lega a sospendere il campionato; l'MLS Supporter's Shield fu quindi assegnato ai Miami Fusion, in quel momento al primo posto della classifica generale.
Nel 2020, la stagione regolare durò soltanto ventitré turni a causa della pandemia di COVID-19 che costrinse la lega a sospendere il campionato; l'MLS Supporter's Shield fu quindi assegnato ai Philadelphia Union, in quel momento al primo posto della classifica generale.

## Albo d'oro
Dal 1996 al 1999, le partite che terminavano in parità erano decise agli shoot-out; in caso di vittoria agli shoot-out, veniva assegnato un solo punto in classifica. 

### Cronistoria
in grassetto le squadre che, nella stessa stagione, hanno vinto anche il titolo della Major League Soccer
| Stagione | Squadra vincitrice | Punti | Media punti | G  | V    | N  | S   | GF | GS | DR  |
| -------- | ------------------ | ----- | ----------- | -- | ---- | -- | --- | -- | -- | --- |
| 1996     | Tampa Bay Mutiny   | 58    | 1,81        | 32 | 19+1 | –  | 9+3 | 66 | 51 | +15 |
| 1997     | D.C. United        | 55    | 1,72        | 32 | 17+4 | –  | 7+4 | 70 | 53 | +17 |
| 1998     | LA Galaxy          | 68    | 2,13        | 32 | 22+2 | –  | 6+2 | 85 | 44 | +41 |
| 1999     | D.C. United        | 57    | 1,78        | 32 | 17+6 | –  | 6+3 | 65 | 43 | +22 |
| 2000     | K.C. Wizards       | 57    | 1,78        | 32 | 16   | 9  | 7   | 47 | 29 | +18 |
| 2001     | Miami Fusion       | 53    | 2,04        | 26 | 16   | 5  | 5   | 57 | 36 | +21 |
| 2002     | LA Galaxy          | 51    | 1,82        | 28 | 16   | 3  | 9   | 44 | 33 | +11 |
| 2003     | Chicago Fire       | 53    | 1,77        | 30 | 15   | 8  | 7   | 53 | 43 | +10 |
| 2004     | Columbus Crew      | 49    | 1,63        | 30 | 12   | 13 | 5   | 40 | 32 | +8  |
| 2005     | S.J. Earthquakes   | 64    | 2,00        | 32 | 18   | 10 | 4   | 53 | 31 | +22 |
| 2006     | D.C. United        | 55    | 1,72        | 32 | 15   | 10 | 7   | 52 | 38 | +14 |
| 2007     | D.C. United        | 55    | 1,83        | 30 | 16   | 7  | 7   | 56 | 34 | +22 |
| 2008     | Columbus Crew      | 57    | 1,90        | 30 | 17   | 6  | 7   | 50 | 36 | +14 |
| 2009     | Columbus Crew      | 49    | 1,63        | 30 | 13   | 10 | 7   | 41 | 31 | +10 |
| 2010     | LA Galaxy          | 59    | 1,97        | 30 | 18   | 5  | 7   | 44 | 26 | +18 |
| 2011     | LA Galaxy          | 67    | 1,97        | 34 | 19   | 10 | 5   | 48 | 28 | +20 |
| 2012     | S.J. Earthquakes   | 66    | 1,94        | 34 | 19   | 9  | 6   | 72 | 43 | +29 |
| 2013     | N.Y. Red Bulls     | 59    | 1,74        | 34 | 17   | 8  | 9   | 58 | 41 | +17 |
| 2014     | Seattle Sounders   | 64    | 1,88        | 34 | 20   | 4  | 10  | 65 | 50 | +15 |
| 2015     | N.Y. Red Bulls     | 60    | 1,76        | 34 | 18   | 6  | 10  | 62 | 43 | +19 |
| 2016     | FC Dallas          | 60    | 1,76        | 34 | 17   | 9  | 8   | 50 | 40 | +10 |
| 2017     | Toronto FC         | 69    | 2,03        | 34 | 20   | 9  | 5   | 74 | 37 | +37 |
| 2018     | N.Y. Red Bulls     | 71    | 2,09        | 34 | 22   | 5  | 7   | 62 | 33 | +29 |
| 2019     | Los Angeles FC     | 72    | 2,11        | 34 | 21   | 9  | 4   | 85 | 37 | +48 |
| 2020     | Philadelphia Union | 47    | 2,04        | 23 | 14   | 5  | 4   | 44 | 20 | +24 |
| 2021     | N.E. Revolution    | 73    | 2,14        | 34 | 22   | 5  | 7   | 65 | 41 | +24 |
| 2022     | Los Angeles FC     | 67    | 1,97        | 34 | 21   | 4  | 9   | 66 | 38 | +28 |
| 2023     | FC Cincinnati      | 69    | 2,03        | 34 | 20   | 9  | 5   | 57 | 39 | +18 |
| 2024     | Inter Miami        | 74    | 2,18        | 34 | 22   | 4  | 8   | 79 | 49 | +30 |

### Titoli per squadra
| Squadra            | Titoli | Anno                   |
| ------------------ | ------ | ---------------------- |
| D.C. United        | 4      | 1997, 1999, 2006, 2007 |
| LA Galaxy          | 4      | 1998, 2002, 2010, 2011 |
| Columbus Crew      | 3      | 2004, 2008, 2009       |
| N.Y. Red Bulls     | 3      | 2013, 2015, 2018       |
| S.J. Earthquakes   | 2      | 2005, 2012             |
| Los Angeles FC     | 2      | 2019, 2022             |
| Tampa Bay Mutiny   | 1      | 1996                   |
| K.C. Wizards       | 1      | 2000                   |
| Miami Fusion       | 1      | 2001                   |
| Chicago Fire       | 1      | 2003                   |
| Seattle Sounders   | 1      | 2014                   |
| FC Dallas          | 1      | 2016                   |
| Toronto FC         | 1      | 2017                   |
| Philadelphia Union | 1      | 2020                   |
| N.E. Revolution    | 1      | 2021                   |
| FC Cincinnati      | 1      | 2023                   |
| Inter Miami        | 1      | 2024                   |